# لانالغو (أنغلزي)
لانالغو (بالإنجليزية: Llanallgo)‏ هي قرية تقع في المملكة المتحدة في ويلز.